# Madison Riley
Madison Riley Aplanalp (Salt Lake City, 16 de marzo de 1990) es una actriz estadounidense de cine y televisión.

## Filmografía

### Cine
| Películas | Películas                           | Películas        | Películas |
| Año       | Título                              | Papel            |           |
| --------- | ----------------------------------- | ---------------- | --------- |
| 2015      | La lista de no besar de Naomi y Ely | Dakota           |           |
| 2013      | Watching the Wilsons                | Rochelle         |           |
| 2012      | Besties                             | Ashley           |           |
| 2012      | Camp Fred                           | Oksana           |           |
| 2012      | Super Zeroes                        | Roxanna          |           |
| 2011      | Fin de curso                        | Kristen          |           |
| 2010      | The Prankster                       | Tiffany Fowler   |           |
| 2010      | Niños grandes                       | Jasmine Hilliard |           |
| 2009      | Reinventando a Pete                 | Camie Poole      |           |
| 2009      | Miss Marzo                          |                  |           |
| 2009      | Guerra de cheerleaders              | Lily             |           |
| 2007      | Bratz: La película                  | Chica a la moda  |           |

### Televisión
| Series de televisión | Series de televisión           | Series de televisión | Series de televisión |
| Año                  | Título                         | Papel                | Notas                |
| -------------------- | ------------------------------ | -------------------- | -------------------- |
| 2015                 | Undateable                     | Karli                | 2 episodios          |
| 2015                 | Elementary                     |                      | Un episodio          |
| 2014                 | Ladrón de guante blanco        | Genevieve            | Un episodio          |
| 2013                 | Dos hombres y medio            | Britte               | Un episodio          |
| 2010                 | Par de reyes                   | Amazonia             | Un episodio          |
| 2009                 | Jonas L.A.                     | Anya                 | Un episodio          |
| 2008                 | Hasta que la muerte nos separe | Shoshanna            | Un episodio          |
| 2008                 | Zoey 101                       | Gretchen             | Un episodio          |

### Cortometrajes
| Cortometrajes | Cortometrajes | Cortometrajes | Cortometrajes |
| Año           | Título        | Papel         |               |
| ------------- | ------------- | ------------- | ------------- |
| 2010          | Jim and Kim   | Kim           |               |

### Vídeos
| Vídeos | Vídeos                            | Vídeos          | Vídeos |
| Año    | Título                            | Papel           |        |
| ------ | --------------------------------- | --------------- | ------ |
| 2006   | Bratz: passion 4 fashion diamondz | Chica a la moda |        |
| 2009   | De perdidos al río 2              | Heather         |        |